# Günther Smend
Günther Smend (* 29. November 1912 in Trier; † 8. September 1944 in Berlin-Plötzensee) war ein deutscher Offizier und Widerstandskämpfer des 20. Juli 1944.

## Leben
Günther Smend wurde als Sohn des Hauptmanns Julius Smend in Trier geboren. Nach einer Kriegsverletzung wurde der Vater ins Reichswehrministerium nach Berlin versetzt. Dort besuchte Smend das Gymnasium in Friedenau. 1924 zog die Familie nach Mülheim an der Ruhr, wo Smend 1932 am Staatlichen Gymnasium sein Abitur ablegte.
Im selben Jahr trat Smend als Offizieranwärter in die Reichswehr ein. Als Oberleutnant und Chef der 8. (MG) Kompanie im Infanterie-Regiment 18 wurde er nach Beginn des Zweiten Weltkrieges in Frankreich und an der Ostfront eingesetzt. Im März 1939 heiratete er Renate von Cossel in Düsseldorf, mit der er drei Kinder hatte. Renate war die Tochter von Laura Erckens und des Hans von Cossel, Ehrenkommendator des Johanniterordens.
Am 1. April 1943 wurde Smend zum Generalstab versetzt und am 12. Juni 1943 zum Adjutanten des Generalstabschefs des Heeres, Generaloberst Kurt Zeitzler, ernannt. Er kam in Kontakt mit Widerstandskreisen innerhalb des Generalstabs und erfuhr von den Attentatsplänen auf Hitler. Er versuchte vergeblich, seinen Vorgesetzten Zeitzler zur Teilnahme an der Verschwörung zu bewegen, doch der Generaloberst erwies sich als dem Führer ergeben. Nach dem Attentat vom 20. Juli 1944 wurde Smend tags darauf verhaftet, kurze Zeit später wieder freigelassen und nochmals am 1. August verhaftet; seine Mitwisserschaft und sein gescheiterter Anwerbeversuch wurden ihm zum Verhängnis.
Am 30. August 1944 wurde er vom Volksgerichtshof unter dessen Präsidenten Roland Freisler als Mitwisser zum Tode verurteilt und am 8. September 1944 mit einer Drahtschlinge in Plötzensee zusammen mit den fünf anderen Verurteilten Georg Alexander Hansen, Ulrich von Hassell, Paul Lejeune-Jung, Ulrich Wilhelm Graf Schwerin von Schwanenfeld und Josef Wirmer ermordet.
Er war Oberstleutnant im Generalstab und Träger des Eisernen Kreuzes 1. und 2. Klasse; am 22. November 1941 wurde ihm zudem das Deutsche Kreuz in Gold verliehen.

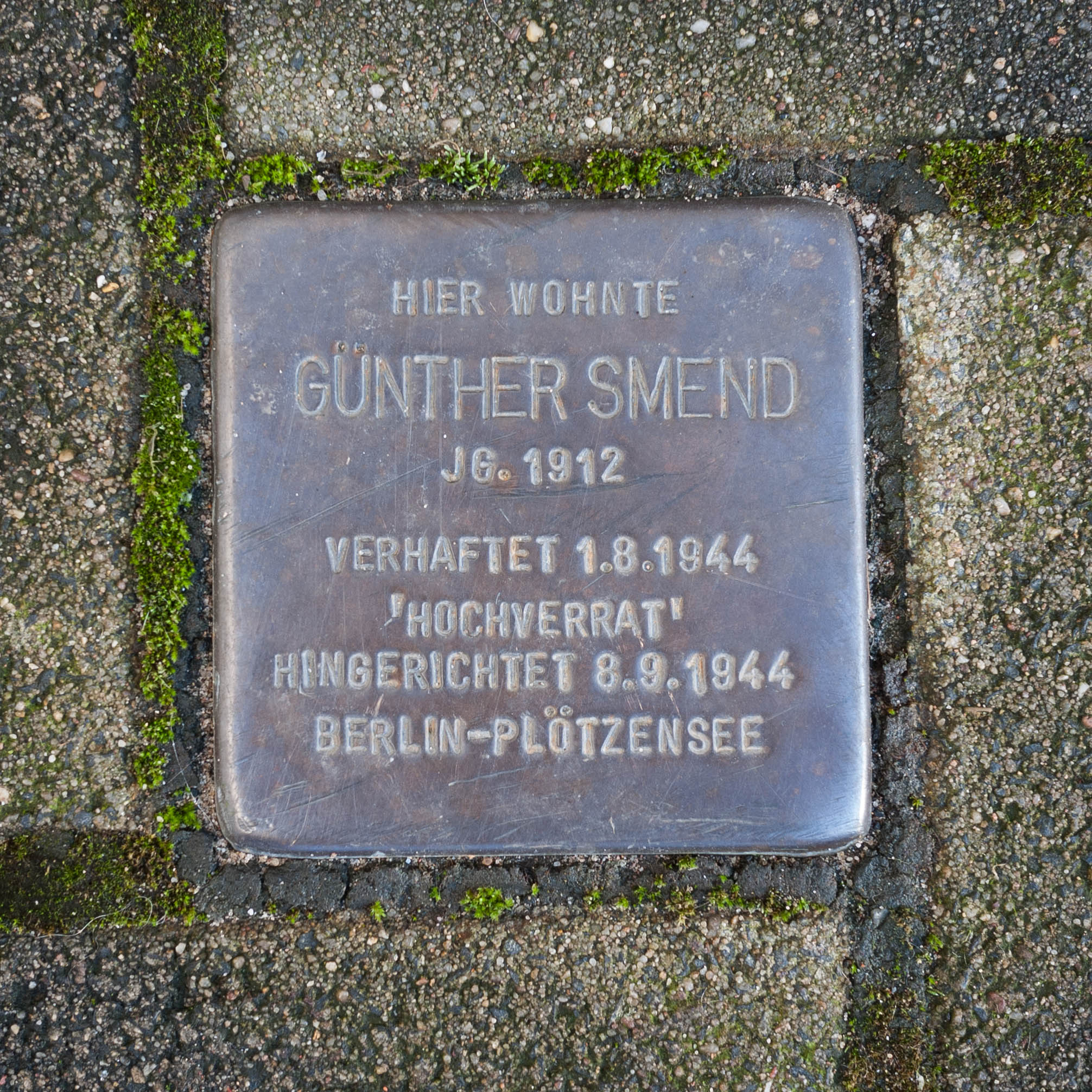
Stolperstein für Günther Smend in Mülheim

## Familie
Sein Sohn Axel Smend war von 2003 bis 2020 Vorstandsvorsitzender bzw. Kuratoriumsvorsitzender der Stiftung 20. Juli 1944 in Berlin. Sohn Rudolf Smend betreibt seit 1973 eine Galerie für Textilkunst in Köln. Tochter Henriette ist die Ehefrau des deutschen Diplomaten Peter von Jagow-Rühstädt.

## Gedenken
In Lüneburg, wo die Familie seit Januar 1943 wohnte, ist heute in der St.-Nicolai-Kirche eine Gedenktafel für Günther Smend angebracht. Im Oktober 2007 wurde in Mülheim an der Ruhr ein Stolperstein für ihn verlegt.